# Miguel Picó Biosca
Miguel Picó Biosca (Alcoleja (Alicante), 12 juni 1921 – Sant Joan d'Alacant, 9 augustus 1997) was een Spaans componist, muziekpedagoog, musicoloog, dirigent en muziekuitgever.

## Levensloop
Picó Biosca vertrok naar een paar maanden met zijn familie naar Cocentaina en wordt daarom ook beschouwd als een Contestani, zoals de bewoners zich daar noemen. Hij was de favoriete leerling van Gustavo Pascual Falcó en Enrique Pérez Margarit. In zijn jeugd was hij medeoprichter van de Banda de Música de Alcoleja.
Zijn lange muzikale carrière dirigeerde hij verschillende orkesten, ensembles en groepen en leidde ertoe, dat hij vele prijzen oogstte, zoals de 1e prijs tijdens de "VI Certamen Nacional de Agrupaciones de Cuerda" te Logroño in 1972. Van 1954 tot 1957 was hij dirigent van de Banda de Música Societat Unió Musical Contestana, Cocentaina en vanaf 1946 van het Orquesta de Pulso y Púa La Paloma eveneens te Cocentaina. Van 1973 tot 1987 was hij dirigent van het Orquesta de plectro "Armónica Alcoyana" te Alcoy.
In 1952 richtte hij een eigen muziekuitgeverij op, die vooral zijn eigen werken publiceerde. Als musicoloog schreef hij verschillende ongepubliceerde teksten over de muziek voor de "Fiestas de moros y cristianos" tijdens de 17e eeuw en het religieuze werk van de gebroeders Crevea Cortes.
Ook als componist had hij succes en behaalde nationale prijzen tijdens de compositie-wedstrijden voor de "música festera" te Alcoy (1e prijzen in 1968 en 1970; 2e prijs in 1971).

## Composities

### Werken voor Banda (harmonieorkest)

#### Paso doble
- 1943 Vicente Flores
- 1968 Miguel Ángel
- 1970 Fet a Posta, paso-doble dianero - won de 1e prijs tijdens het VII Festival de Música Festera, te Alcoy, 1970.
- 1970 Pepita Picó
- 1979 Guspaf
- 1982 Javier Vitoria
- 20 Bohemios
- Adelantado
- Alcolecha
- El vert
- España en Ronda
- Jesulin de ubrique
- Jordi Valor
- Jover
- Juan Jop
- Muñoz Cifuentes
- Royel
- Visent Flores

#### Marcha mora
- 1968 Ramfer
- 1971 El President
- Als Cordeneros
- Churrutaes
- El negro sansón
- Fran-Semp
- Sergen 78